# Akhlatyan
Akhlatyan (o Akhlat'yan/Akhlatian in armeno Աղվանի; precedentemente Alkhat'yan) è un comune dell'Armenia, precisamente della provincia di Syunik; nel 2010, ovvero nell'ultimo censimento, si contavano 459 abitanti.